# Allgäuer Alpen
De Allgäuer Alpen zijn een bergmassief van de Noordelijke Kalkalpen. Dit bergmassief bevindt zich zowel op Oostenrijks (deelstaten Tirol en Vorarlberg) als op Duits grondgebied. Zo ligt het zuidelijkste punt van Duitsland in de Allgäuer Alpen. Dit massief kenmerkt zich door een veelvoud aan rotsformaties en kent hierdoor een zeer verscheiden landschap. Zo bevinden zich er onder andere grasbergen die een hellingshoek tot wel zeventig graden kunnen hebben. De flora hier behoort tot de meest diverse van het gehele Alpengebied. De ontsluiting van dit bergmassief is bovengemiddeld en gebeurt door kabelbanen en alpenwegen. Beroemd zijn de "Höhenwege" die van hut naar hut voeren. Hier kunnen wandelaars zeven tot tien dagen onderweg zijn zonder in bewoonde dalen te komen.
Omwille van de ligging aan de noordzijde van de Alpen is het gebied relatief neerslagrijk. Het is het natste gebied van Duitsland. In de winter zijn de Allgäuer Alpen, hoewel er maar op enkele plekken eeuwige sneeuw voorkomt, relatief sneeuwrijk.
De Allgäuer Alpen en de Allgäu zijn, hoewel ze elkaar deels overlappen, niet hetzelfde gebied. De Allgäu is een streek, die zich voornamelijk op Duits grondgebied bevindt. De Allgäuer Alpen daarentegen zijn een bergmassief van de Alpen. Hun naam danken ze aan de indeling van de Oostalpen in enkele gebergtegroepen door de alpenverenigingen. Delen van de Allgäuer Alpen, evenals de hoogste top hiervan (de 2657 m hoge Großer Krottenkopf) liggen op Oostenrijks grondgebied. De Allgäu reikt in het noorden en het noordwesten een eind buiten het bereik van de Allgäuer Alpen.

## Aangrenzende gebergten
De volgende gebergten grenzen aan de Allgäuer Alpen:
- Bregenzerwald (in het westen)
- Lechbrongebergte (in het zuidwesten)
- Lechtaler Alpen (in het zuiden en het zuidoosten)
- Ammergauer Alpen (in het oosten)

Al deze gebergten behoren net zoals de Allgäuer Alpen zelf tot de Noordelijke Kalkalpen. In het noorden grenzen de Allgäuer Alpen aan de Beierse Hoogvlakte.

## Omgrenzing
Enkel in het oosten, zuidoosten en zuiden is de begrenzing van de Allgäuer Alpen eenduidig. De grens wordt hier gevormd door de rivier Lech. De begrenzing loopt van bij Füssen, waar de Lech uit de Alpen het Alpenvoorland instroomt, tot Warth (in Vorarlberg) waar de Krumbach in de Lech mondt. De Krumbach vormt de grens tot aan de Hochtannbergpas. De grens loopt verder langs de Seebach en de Bregenzer Ache tot in Au im Bregenzerwald (Rehmen).
De begrenzing van de Allgäuer Alpen in het westen, tegen het Bregenzerwaldgebergte is orografisch niet eenduidig. Vaak ziet men de grens als volgt: van Au im Bregenzerwald (Rehmen) stroomopwaarts langsheen de Rehmerbach tot de Stogger Sattel. Dan verder stroomafwaarts langs de Ostergundenbach, de Schönenbach en de Subersach tot aan de monding in de Bregenzer Ache. De grens loopt verder langs deze laatste rivier tot aan de monding van de Weißach in de Bregenzer Ache of zelfs tot aan het Bodenmeer.
De grens van de Allgäuer Alpen in het noorden is variabel. Bij een enge afgrenzing verloopt de grens van bij de monding van de Weißach in de Bregenzer Ache langsheen de Weißach tot in Oberstaufen. Van daaruit gaat het verder langs de Konstanzer Ache en de Großen Alpsee naar Immenstadt im Allgäu en over de plaatsen Rettenberg, Wertach, Nesselwang tot in Pfronten-Ried. De rivier Vils vormt de grens tot waar ze uitmondt in de Lech te Vils. Toch bevinden zich benoorden deze grens nog bergen die, hoewel ze niet bijzonder hoog zijn, uit dezelfde gesteentes zijn opgebouwd en op dezelfde manier zijn gevormd als de hogere Allgäuer Alpen. Wanneer men dit landschap ook bij de Allgäuer Alpen rekent loopt de noordgrens van aan het Bodenmeer te Lindau naar Isny rondom het gebied Adelegg naar Kempten. Van daaruit voert de grens over Nesselwang naar Füssen.
De Hochtannbergpas verbindt de Allgäuer Alpen met het Lechbrongebergte. Het Stogger Sattel vormt de verbinding met het Bregenzerwald.
Een internationaal erkende indeling van de Alpen is niet voorhanden. De hier beschreven begrenzing van de Allgäuer Alpen alsook de beschrijving van deze gebergtegroep als een subgroep van de Alpen stamt uit de visie van alpinisten en toeristen die zich reeds decennialang gevormd heeft. In andere alpenlanden zijn soms andere indelingen en begrenzingen gebruikelijk.

## Toppen
De tien hoogste toppen

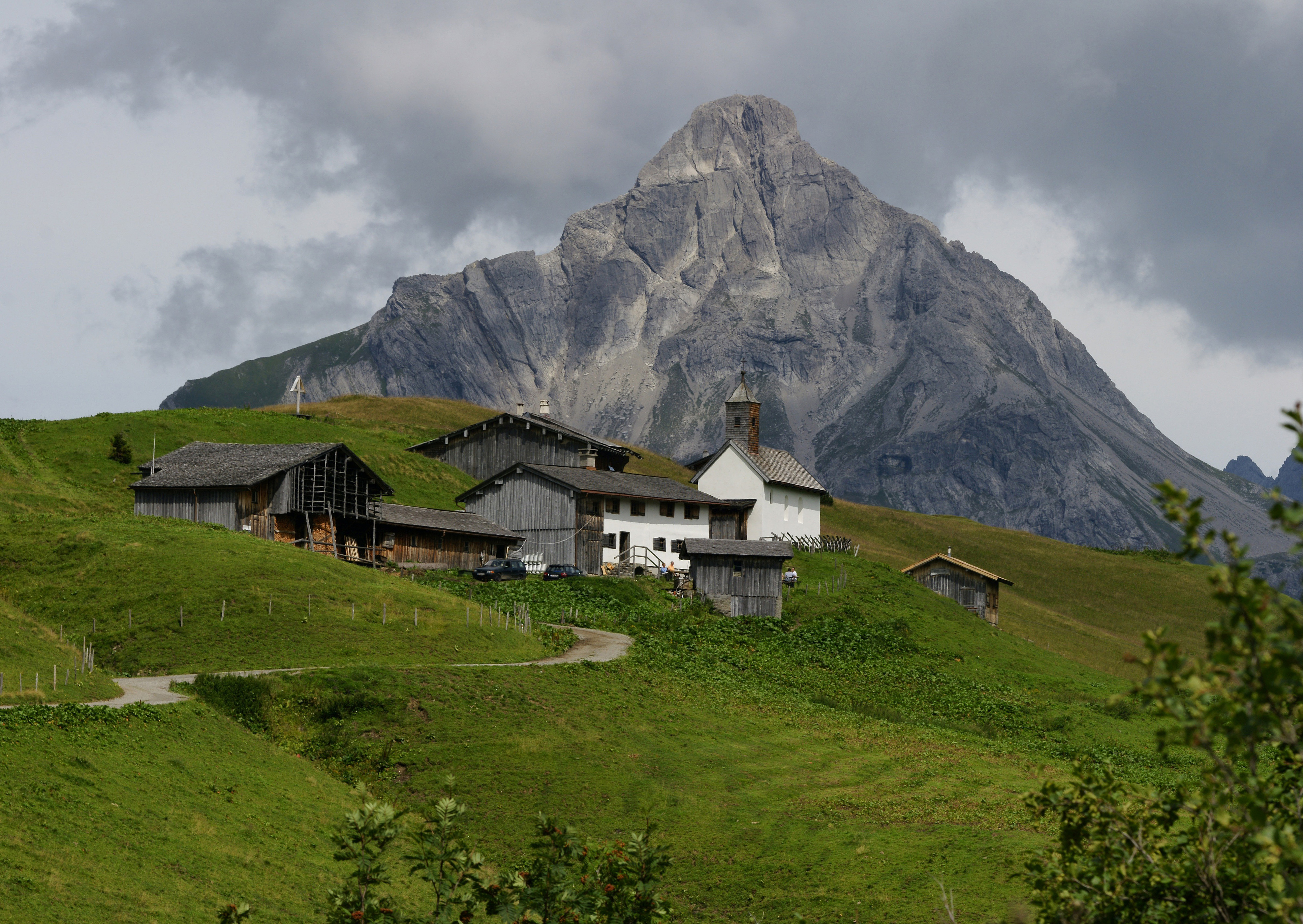
De Biberkopf, met op de voorgrond het gehuchtje Bürstegg

De hoogste toppen van de Allgäuer Alpen bevinden zich uitsluitend in Oostenrijk, of langsheen de Duits-Oostenrijkse grens.
| 1. | Großer Krottenkopf | 2656 m | (Oostenrijk)            |  | 6.  | Steinschartenkopf | 2615 m | (Oostenrijk, Heilbronner Weg)            |
| 2. | Hohes Licht        | 2651 m | (Oostenrijk)            |  | 7.  | Bockkarkopf       | 2609 m | (Duitsland, Oostenrijk, Heilbronner Weg) |
| 3. | Hochfrottspitze    | 2649 m | (Duitsland, Oostenrijk) |  | 8.  | Marchspitze       | 2609 m | (Oostenrijk)                             |
| 4. | Mädelegabel        | 2645 m | (Duitsland, Oostenrijk) |  | 9.  | Bretterspitze     | 2608 m | (Oostenrijk)                             |
| 5. | Urbeleskarspitze   | 2632 m | (Oostenrijk)            |  | 10. | Biberkopf         | 2599 m | (Duitsland, Oostenrijk)                  |

Andere bekende toppen

In de Allgäuer Alpen bevinden zich meer dan 600 benoemde toppen. De bekendste zijn (geordend van hoog naar laag, met uitzondering van de tien hoogste):
| - Trettachspitze – 2595 m - Hochvogel – 2591 m - Großer Widderstein – 2533 m - Rauheck - 2385 m - Schafalpenköpfe – tot 2320 m - Großer Daumen – 2280 m - Leilachspitze – 2276 m - Schneck - 2268 m - Höfats – 2259 m - Geißhorn - 2249 m - Kellespitze – 2239 m | - Hoher Ifen – 2230 m - Nebelhorn – 2224 m - Gimpel - 2176 m - Rote Flüh - 2111 m - Kanzelwand – 2058 m - Große Schlicke - 2056 m - Fellhorn – 2038 m - Obere Gottesackerwände – 2033 m - Walmendinger Horn – 1990 m - Aggenstein – 1987 m - Rubihorn - 1957 m | - Breitenberg – 1838 m - Hochgrat – 1834 m - Riedberger Horn – 1786 m - Grünten – 1738 m - Sonnenkopf - 1712 m - Wertacher Hörnle – 1695 m - Besler – 1680 m - Immenstädter Horn - 1490 m - Mittagberg - 1451 m - * Schwarzer Grat – 1118 m - * Pfänder - 1063 m |

De toppen met een ster gemarkeerd (*) behoren niet tot de engere omgrenzing van de Allgäuer Alpen (zie ook bij "omgrenzing").
Grasbergen

De grasbergen met hun tot 70  graden steile flanken zijn een karakteristiek kenmerk van de Allgäuer Alpen en in geen enkele andere gebergtemassief zo opvallend aanwezig als hier. De grasbergen (in alfabetische volgorde) zijn:
| - Älpelekopf - 2023 m - Bärenkopf - 2080 m - Berggächtle - 2006 m - Elferkopf - 2387 m - Falken - 1905 m - Fürschießer - 2271 m - Giebel - 1949 m - Großer Seekopf - 2084 m - Himmelhorn - 2113 m - Höfats - 2259 m - Höferspitze - 2131 m - Hüttenkopf - 1939 m - Jöchlspitze - 2226 m | - Kegelköpfe - 1960 m - Kleine Höfats - 2073 m - Kleiner Seekopf - 2095 m - Kreuzeck - 2375 m - Kugelhorn - 2126 m - Lachenköpfe - 2112 m - Laufbacher Eck - 2178 m - Linkerskopf - 2455 m - Muttekopf - 2433 m - Muttekopf (am Rauheck) - 2287 m - Rappenköpfle - 2276 m - Rauheck - 2384 m - Rotkopf - 2183 m | - Rotnase - 2171 m - Rothornspitze - 2392 m - Salober - 2087 m - Schneck - 2268 m - Schochen - 2100 m - Schochenspitze - 2069 m - Seilhenker - 1794 m - Spätengundkopf - 1991 m - Strahlkopf - 2361 m - Sulzspitze - 2085 m - Vorderer Riffenkopf - 1563 m - Wildengundkopf - 2237 m - Zeiger - 1994 m |